# Monte San Daniele
Il Monte San Daniele, (in sloveno Štanjel) è una collina di 553 m della Slovenia occidentale, a 4,8 km in linea d'aria dalla città di Gorizia.

Si trova attualmente al confine tra gli insediamenti di Loke e Ravnica del comune di Nova Gorica. Ai suoi piedi, verso sud-est si trova la sorgente del torrente Lijak, affluente di destra del fiume Vipacco.

Durante la prima guerra mondiale fu, assieme al vicino Monte San Gabriele una roccaforte austroungarica.

La sua presa venne tentata da parte italiana tra l'11 e il 12 settembre 1917.